# Nastassia Novikava
Nastassia Novikava est une haltérophile biélorusse née le 16 novembre 1981 à Jodzina en République socialiste soviétique de Biélorussie.

## Carrière
Elle remporte la médaille de bronze aux Jeux olympiques d'été de 2008 à Pékin dans la catégorie des moins de 53 kg. Le 26 octobre 2016, le Comité international olympique annonce sa disqualification des Jeux de Pékin et le retrait de sa médaille en raison de la présence de turinabol et de stanozolol dans les échantillons prélevés lors de ces Jeux.